# Campigneulles-les-Grandes
Campigneulles-les-Grandes é uma comuna francesa na região administrativa de Altos da França, no departamento de Pas-de-Calais. Estende-se por uma área de 5,34 km². Em 2010 a comuna tinha 310 habitantes (densidade: 58,1 hab./km²).